# Comte Roberts

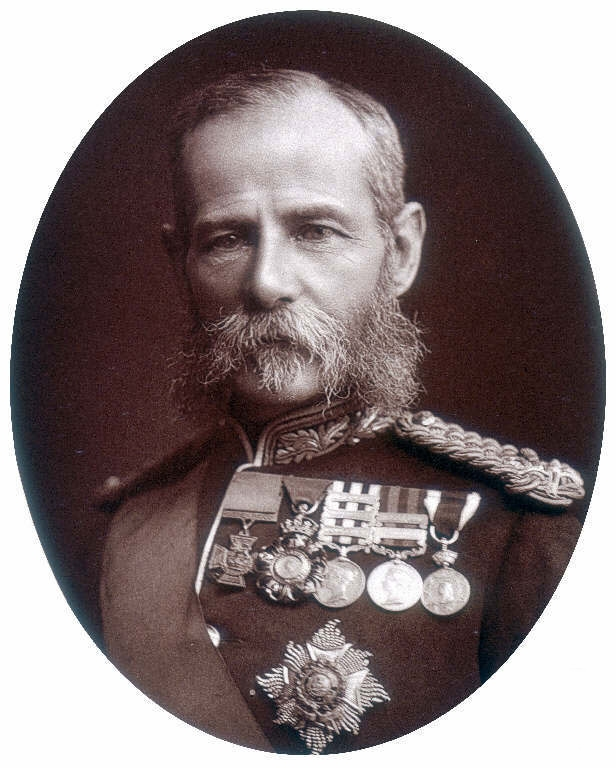
Frederick Roberts, 1st Earl Roberts, vers 1900.

Comte Roberts (en anglais : Earl Roberts), de Kandahar en Afghanistan, de Pretoria dans la colonie du Transvaal et de la ville de Waterford, était un titre dans la pairie du Royaume-Uni. Il a été créé en 1901 pour le field marshal Frederick Roberts, 1er baron Roberts. Il avait déjà été créé baron Roberts, de Kandahar en Afghanistan, et de la ville de Waterford, en 1892, et fut nommé vicomte Saint-Pierre en même temps qu’il reçut le titre de comte. Ces autres titres faisaient aussi partie de la pairie du Royaume-Uni.
La baronnie fut créée avec le « reste normal aux héritiers mâles de son corps » tandis que la vicomté et le comté avaient été créés avec des « restes spéciaux à ses filles et aux héritiers mâles de leurs corps », car ses fils moururent avant lui. La baronnie s’éteignit à la mort de Lord Roberts en 1914. On lui a succédé dans la vicomté et le comté selon les restes spéciaux de sa fille aînée, la deuxième comtesse. Elle mourut célibataire et sans enfant et fut remplacée par sa sœur cadette, la troisième comtesse. Le fils unique de cette dernière, le lieutenant Frederick Roberts Alexander Lewin, fut tué au combat pendant la Seconde Guerre mondiale et, par conséquent, la vicomté et le comté disparurent à la mort de la troisième comtesse en 1955.

## Antécédent
Frederick Roberts était le fils de Abraham Roberts (en), qui était aussi un soldat distingué et un général.

## Comte Roberts (1901)
- Frederick Sleigh Roberts, 1er comte Roberts (1832-1914)
  - Aileen Mary Roberts, 2e comtesse Roberts (en) (1870-1944)
  - Frederick Hugh Sherston Roberts (en), Victoria Cross (1872-1899)
  - Ada Edwina Stewart Lewin, 3e comtesse Roberts (1875-1955)
    - Frederick Roberts Alexander Lewin (1915-1940)